# Fleischmanniinae
Fleischmanniinae es una subtribu de plantas con flores perteneciente a la subfamilia Asteroideae dentro de la familia de las asteráceas. Tiene los siguientes géneros.

## Taxonomía
Las especies de esta subtribu tiene un ciclo biológico anual o perenne. El habitus es generalmente herbáceo (como gramíneas son en su mayoría). Las hojas a lo largo del vástago son opuestas, rara vez alternas, más raramente en forma de rosetas basales. Las inflorescencias son terminales. Las cabezas de las flores se agrupan en corimbos y son normalmente pediceladas. Las cabezas de las flores están formadas por una carcasa formada por diferentes escalas dispuestas sub- imbricadas dentro de la cual un receptáculo actúa como una base de flores tubulares. Las escalas son de diferentes tamaños y son persistentes. El receptáculo es plano o ligeramente cónico y libre de lana  para proteger la base de las flores. Las frutas son aquenios con vilanos. Los aquenios son proporcionados de 5 esquinas, o fusiformes. El carpóforo está provisto de un borde que sobresale ligeramente más alto o es indistinto. El vilano consta de 5 o más cerdas uniseriadas. Las cerdas son barbadas, o capilares.

## Géneros
En la actualidad la subtribu Fleischmanniinae incluye 2 géneros y 96 especies.

| Géneros                             | N. especies                              | Distribución |
| ----------------------------------- | ---------------------------------------- | ------------ |
| Fleischmannia Sch. Bip., 1850       | 95 spp.                                  | Neotrópicos  |
| Sartorina R.M. King & H. Rob., 1974 | 1 sp. (S. schultzii R.M. King & H. Rob.) | México       |